# ひろはす
ひろはす（1981年2月4日 - ）は日本のゲームクリエイター。山口県出身。2019年からゲームクリエイターになりたい人に向けてSNSで発信し始め、現在、Twitterのフォロワーは1.3万人、YouTubeの登録者数は現在7万人を越える。

## 略歴
ファミコンのスーパーマリオブラザーズに出会いゲームクリエイターを目指し始める。小学生から個人でゲーム開発を初め、専門学校を卒業後ゲーム会社に3Dグラフィックデザイナーとして就職。10年間副業としてゲーム制作をし続けたのち、独立して再び個人でゲーム制作を始める。現在は経営者として、自分の会社を経営しながらゲームクリエイターになりたい人を応援している。

## 人物
全国の高校生や高専生、および小・中学生によるデジタルコンテンツ開発の全国大会「Unityユースクリエイターカップ」予選審査員に選ばれ、ゲームクリエイターを増やすための活動の幅を広げている。

## 作品
- グルコサミン
- はんぷく
- ホッピングナイト
- ラスボス実はいいやつ
- デュエリストロイド
- スピードHD